# L'Arenal
L'Arenal (col·loquialment s'Arenal) és una localitat costanera de Mallorca, a les Illes Balears, situada entre el municipi de Llucmajor i el de Palma, separada per un torrent que les divideix que s'anomena Torrent des Jueus. La seva proximitat a Palma (14 km) i a l'aeroport de Son Santjoan (7 km) el converteixen en un dels llocs de millor accés per a turistes i residents que volen gaudir de la platja de Palma, d'uns 4 km de longitud, i de zones d'esbarjo. Les seves festes patronals se celebren al juliol, per Sant Cristòfol.
Està situat sobre una zona costanera de dunes quaternàries consolidades a la zona de contacte entre la plana al·luvial del prat de Sant Jordi i la plataforma estructural vindoboniana de sa Marina de Llucmajor, vora un recer mariner a la desembocadura del torrent de Son Verí, utilitzat antigament per una colònia de pescadors que, juntament amb els trencadors que treballaren les pedreres de marès, formaren el primer nucli urbà a la part de Llucmajor. La instal·lació, el 1916, de la línia de tren de Palma a Santanyí, que arribà a s'Arenal el 1914, fou origen de la intensificació de l'extracció de pedra, mentre es formava una colònia d'estiuejants.

## Història

Panoràmica de S'Arenal de Llucmajor des de la bocana del port del Club Nàutic

A finals del segle xix, s'inicià el primer nucli de població, tot finalitzat el camí de s'Algar, des de Llucmajor al torrent dels Jueus. Quan l'Arxiduc Lluís Salvador d'Àustria-Toscana parla en la seva obra Die Balearen d'aquests entorns, es refereix a la gran platja que va de ses Fontanelles, ran de can Pastilla, fins al torrent dels Jueus. El 1872, Nicolau Taberner Salvà, sol·licità permís per construir una casa prop del dit torrent. Poc temps després començaren a edificar-se més cases ran de mar, quasi davant del camí de s'Algar, actualment Sant Cristòfol, conegudes com es Pouet. El 1897 hi havia 42 habitatges i albergs, ocupats per 6 famílies. La resta eren cases d'estiueig. El 1895, es començaren les gestions per edificar-hi una església dedicada a la Mare de Déu de la Lactància. A partir de 1900, la venda de solars i l'edificació s'incrementà als terrenys de sa marineta de Son Dalabau, sa marineta des Capellà i el Porrassar. El rei Alfons XIII desembarcà al seu mollet el 1904 per visitar el fort del Cap Enderrocat. L'extensa platja verge estava vorejada per colònies de pins, de savines, de llentrísques, d'ullastres, i d'una gran varietat de flora dunar. El 1916, un fort temporal destruí el mollet que servia de refugi a les barques dels pescadors i de carregador dels cantons de marès. Les barques mareseres transportaven el marès fins a l'altra banda de la badia, d'on venien estibades de pedres de guix car hi havia tres molins de guix, que descarregaven a la punta del mollet. El 1916 s'inaugurà el tren el qual havia estat estratègicament traçat per servir material d'artilleria pesant a la bateria del fort del Cap Enderrocat. També va permetre els trasllat de marès cap a Palma i l'increment de les explotació amb l'arribada de trencadors de diversos indrets de Mallorca. A partir del 1921 un tramvia, que tenia les cotxeres davant l'actual club nàutic pujava i baixava tres vegades al dia a Palma.
Poc temps després se substituí per una camioneta. Les autoritats dividiren la platja en tres zones, una per a dones devora el torrent dels Jueus, després una altra per a homes cap a Palma i, a continuació una per al bestiar. Vora el Coll es dipositava el picadís que produïa la trencadora de marès per pujar el sòl i construir-hi una ciutat d'estiueig. El lloc es coneixia coma les casetes dels republicans pel predomini dels partidaris d'aquesta ideologia, del qual era representant Mateu Martí, conegut com a Ateu Martí. Els hortelans del Pil·larí introduïren cultius d'horta però seguí predominant la producció de materials de construcció. També hi havia un varador i un tenyidor, anomenat s'Almadrava, per on es treia a assecar i tenyir les almadraves per a pescar tonyines. A més hi havia dos punts d'amollaments bonitolers, l'un davant el cap Alt i l'altre davant la punta de s'Orenol. La cooperativa de consum llucmajorera La Nueva Vida tenia la millor de les caixes, amb queviures avançats en forma de vals, a ca na Peixet, la seva sucursal, cafè i botiga al mateix local.
El nucli urbà creixé amb els anys entre el torrent dels Jueus, la carretera de Llucmajor i la carretera militar de s'Aranjassa al fort de Cap Enderrocat, amb un traçat en quadrícula amb una plaça central, la plaça de la Reina Maria Cristina; que posteriorment creixé cap a l'oest, amb la qual cosa el poblament s'estengué a la part de Palma (anomenada s'Arenal de Palma), i cap al nord. A partir de la dècada dels 40 predominà la funció de lloc d'estiueig i a partir de la dels 50 començà l'activitat turística. Això provocà un notable augment de la població, majoritàriament peninsular, una massificació d'edificacions hoteleres i residencials (edificis plurifamiliars), convertint-se en la major concentració hotelera de Mallorca i la més alta de la Mediterrània. Entre el 1960 i 1968 s'hi construïren la majoria de petits hotels existents. Abans del 1960 s'hi havien construït 11 hotels i 8 hostals i el 1980 ja n'hi havia 147 d'hotels i 88 hostals. El 1973 s'enderrocà la illeta dels Republicans, l'única zona que restava construïda entre la platja i el passeig Miramar. L'activitat turística ha duit el desenvolupament de gran quantitat de petits comerços, agències de viatges, restaurants, discoteques, bars, pubs, sales de joc, parcs aquàtics i complexos esportius, dedicats a turistes tant nacionals com estrangers (alemanys i holandesos majoritàriament).

## Població

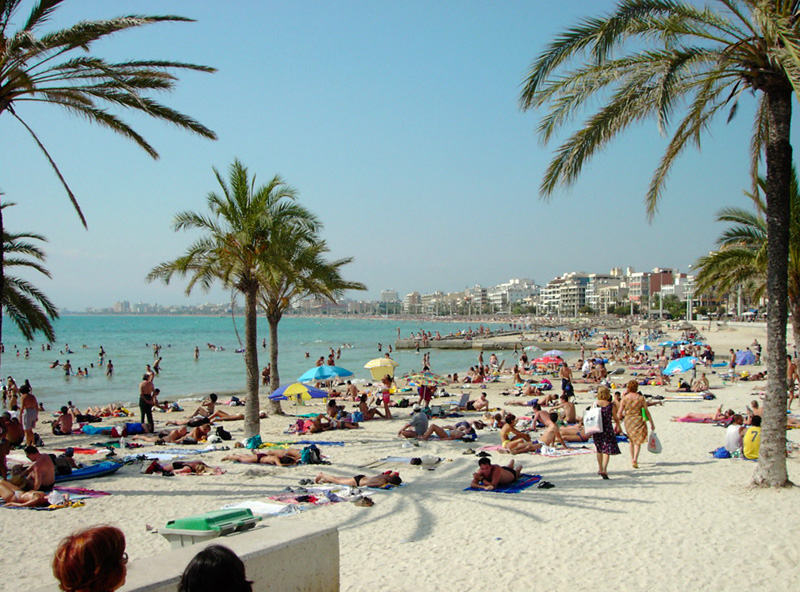
Platja de l'Arenal

De 21 habitants que tenia el 1887 (tots a la part de Llucmajor), i que el 1910 eren 67, es passà el 1930 a una població de 379 habitants (181 dels quals a Llucmajor). A partir del 1940 s'intensificà la funció de colònia estiuenca i cap al 1950 hom inicià l'activitat turística que el caracteritza en l'actualitat. El 1960 tenia 1 162 habitants (701 del municipi de Llucmajor); el 1981 9 106, dels quals 5 118 de la part de Llucmajor, i el 1991 10 649 (6 264 de Llucmajor). Aquesta població, formada principalment per immigrats (un 45% són d'origen peninsular), és caracteritzada per la seva joventut (un 37% de menys de 20 anys i només un 8% de més de 60) i pel predomini, entre els actius, de les activitats terciàries (55%). El 2011 la població a s'Arenal de Llucmajor era de 10 396 persones.